# Free Your Mind
Free Your Mind je ocenění udělované televizí MTV během jejich show po celém světě s cílem zvýšit vnímavost diváků v choulostivých situacích, porušování lidských práv, politických a občanských právech, ochraně životního prostředí v mimo neziskových organizacích či jednotlivců, kteří se zabývají jednou z věcí. V udělení ceny je také zahrnuta finanční pomoc a mediální kampaň podporující vítěze na všech kanálech MTV.

## MTV Europe Music Awards
| Rok  | Držitel                          | Udělena                                                                                                   |
| ---- | -------------------------------- | --- |
| 1994 | Amnesty International            | pro prevenci ukončení porušování lidských práv a žádání spravedlnost pro ty, jejichž práva byla porušena. |
| 1995 | Greenpeace                       | pro svou kampaň proti jaderným podzemním testům.                                                          |
| 1996 | The Buddies and Carers of Europe | |
| 1997 | Landmine Survivors Network       | pro pomoc zotavovat se pozůstalých z války, znovu budování komunit a rozbít cykly násilí.                 |
| 1998 | B92                              | pro novinářství a boj za lidská práva.                                                                    |
| 1999 | Bono                             | pro práci pro světový mír.                                                                                |
| 2000 | Otpor!                           | pro jejich roli v úspěšném svržení Slobodan Milošević v říjnu 2000.                                       |
| 2001 | Treatment Action Campaign        | za mimořádnou práci kolem HIV/AIDS v Jižní Africe.                                                        |
| 2002 | FARE                             | pro čítač rasismu a xenofobie v evropském fotbalu.                                                        |
| 2003 | Aung San Suu Kyi                 | |
| 2004 | La Strada                        | pro odhodlání organizace k boji proti obchodu s ženami a dívkami v Evropě.                                |
| 2005 | Bob Geldof                       | pro svou práci pro charitu Live 8.                                                                        |
| 2007 | Anton Abele                      | za svou práci proti pouličním násilím po smrti Riccardo Campogiani.                                       |
| 2009 | Mikhail Gorbachev                | |
| 2010 | Shakira                          | pro její odhodlání zlepšit přístup ke vzdělání pro všechny děti po celém světě.                           |

## MTV Australia Awards
| Rok  | Držitel       | Udělena                                                                                              |
| ---- | ------------- | --- |
| 2005 | AusAID        | pro úsilí více než 400 AusAID financí australských pomocních pracovníků do zemí postižených tsunami. |
| 2006 | Peter Garrett | |

## MTV Russia Music Awards
| Rok  | Držitel                            |
| ---- | ---------------------------------- |
| 2004 | Vladimir Posner                    |
| 2005 | Valery Gazzaev                     |
| 2006 | Posádka plachetníků "Kruzenshtern" |

## MTV Romania Music Awards
| Rok  | Držitel                     |
| ---- | --------------------------- |
| 2003 | Matei-Agathon Dan           |
| 2004 | McCann Erickson             |
| 2006 | Organizace spojených národů |